# Crespiatica
Crespiatica ist eine Gemeinde mit 2188 Einwohnern (Stand 31. Dezember 2023) in der Provinz Lodi in der italienischen Region Lombardei.

## Ortsteile
Im Gemeindegebiet liegen neben dem Hauptort die Fraktion Tormo, sowie der Wohnplatz Cascina Casaletti.